# Gotzkowskybrücke
Die Gotzkowskybrücke ist eine denkmalgeschützte Brücke über die Spree in Berlin. Sie verbindet die beiden Ortsteile Moabit und Charlottenburg und damit den Bezirk Mitte mit dem Bezirk Charlottenburg-Wilmersdorf. Über die Brücke führt die Gotzkowskystraße.

## Lage
Die letzte Spreebrücke auf Alt-Berliner Gebiet verläuft rechtwinklig über den Fluss. Auf beiden Uferseiten führen je zwei Straßen auf die Brücke zu, westlich sind das die Helmholtz- und die Franklinstraße, östlich die Levetzow- und die Gotzkowskystraße. Parallel zum Wasser befindet sich das einseitig mit Wohnhäusern bebaute Wikingerufer, das kurz vor der Gotzkowskystraße auf den Brückenanfang zuläuft und Teil eines begrünten Promenadenweges ist.

## Geschichte
Zwischen 1886 und 1888 wurde eine erste hölzerne Jochbrücke mit festem Überbau an der heutigen Stelle erbaut und nach dem Kaufmann und Begründer der Königlichen Porzellan-Manufaktur Johann Ernst Gotzkowsky (1710–1775) benannt. Diese Holzbrücke ersetzte eine ursprünglich hier betriebene Fähre und erleichterte den Arbeitern der neu entstehenden Fabriken im Bereich Moabit die täglichen Arbeitswege. Bereits 1904 plante die Berliner Verwaltung einen neuen Spreeübergang, der von 1910 bis 1911 als vierspurige Straßenbrücke neu erbaut wurde. Verkehrstechnisch stellte die Gotzkowskybrücke neben der spreeabwärts gelegenen Schlossbrücke die einzige Verbindung zwischen Charlottenburg und dem Industrieviertel Martinikenfelde in Moabit her.

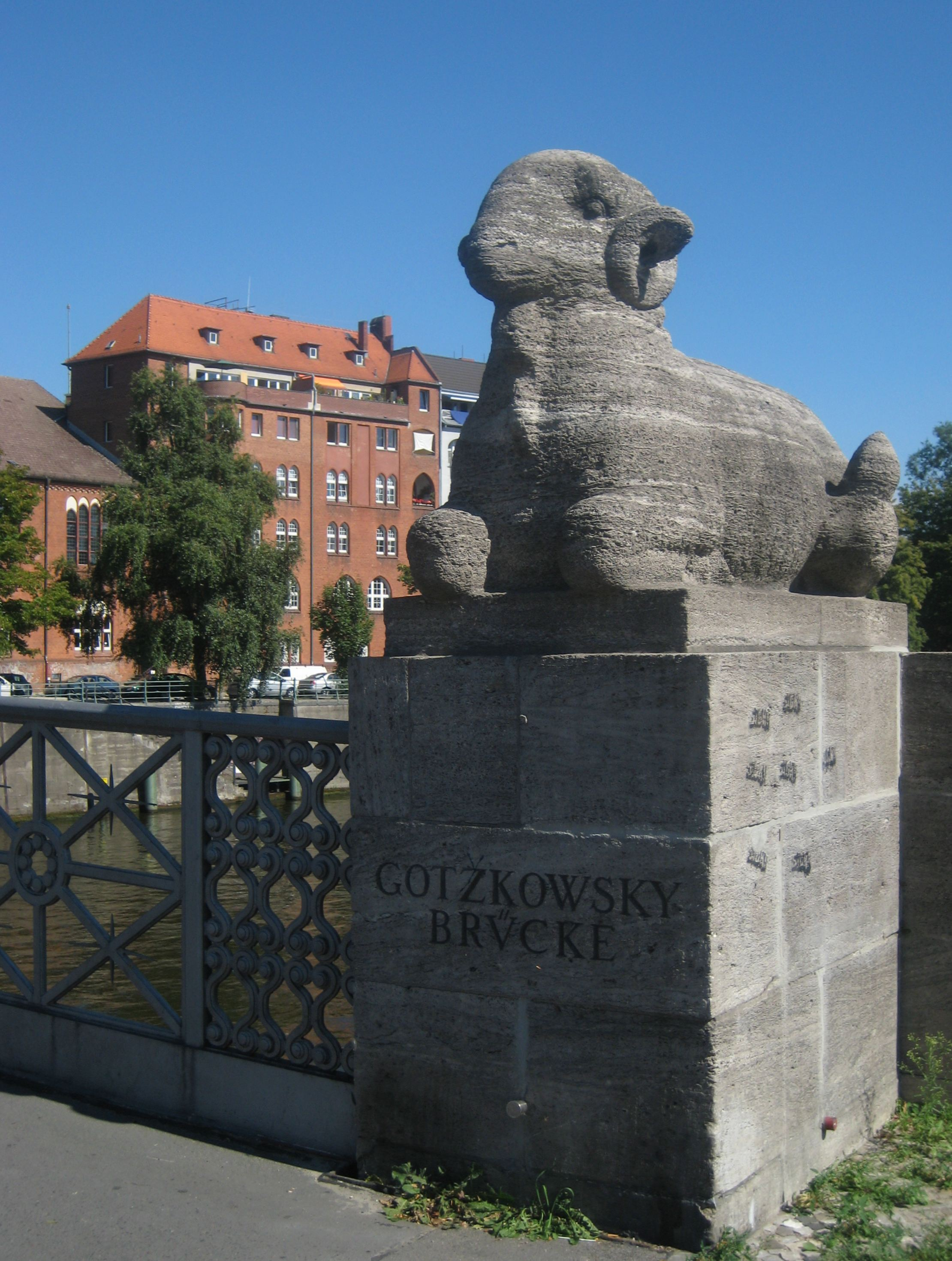
Widderskulptur von Walther Schmarje

Die Gotzkowskybrücke ist geprägt vom Kontrast zwischen der schmucklosen Eisenbogenkonstruktion aus 13 Bogenträgern mit einer Stützweite von 56 Metern, entworfen von Stadtbaurat Friedrich Krause, und den architektonisch ausgearbeiteten Werksteinwiderlagern aus Muschelkalkstein im klassizistischen Stil, die von Alfred Grenander stammen. Um die damalige Grenze zwischen Berlin und der noch selbstständigen Stadt Charlottenburg zu markieren, errichtete Grenander auf Moabiter Seite einen seitlichen Schmuckbogen, der an ein Stadttor erinnert. Der Bogen öffnet sich auf eine Treppenanlage, die eine Verbindung zwischen dem Fußweg an der Gotzkowskystraße und der Flusspromenade am Wikingerufer herstellt. Von Walther Schmarje im Jugendstil gearbeitete Tierskulpturen sitzen auf den drei restlichen Eckpfeilern der Brücke auf. Sie stellen auf Charlottenburger Seite zwei fischschwänzige Widder und auf Moabiter Seite einen Stier dar.
Am Ende des Zweiten Weltkriegs wurde die Gotzkowskybrücke durch Sprengungen von deutschen Wehrmachtsangehörigen stark beschädigt. Unter anderem wurden 10 der 13 Bogenträger zerstört und eine der Skulpturen auf Charlottenburger Seite ging verloren. Die Brücke wurde wegen fehlender Materialien bis 1949 in vereinfachter Form wiederhergestellt. Anfang der 1960er Jahre erfolgte ein erneuter Umbau der Brücke; die Verkehrsübergabe erfolgte am 12. Mai 1965. In den Jahren 1981–1983 erfolgte eine Grundsanierung mit anschließender Verbreiterung der Fahrbahn auf nunmehr 16,1 Meter. Die Tragfähigkeit der Brücke ist auf 18 Tonnen beschränkt. Im Krieg verlorene Teile wie mehrere Brückenlaternen wurden nun nachgerüstet.

## Sehenswürdigkeiten nahe der Gotzkowskybrücke

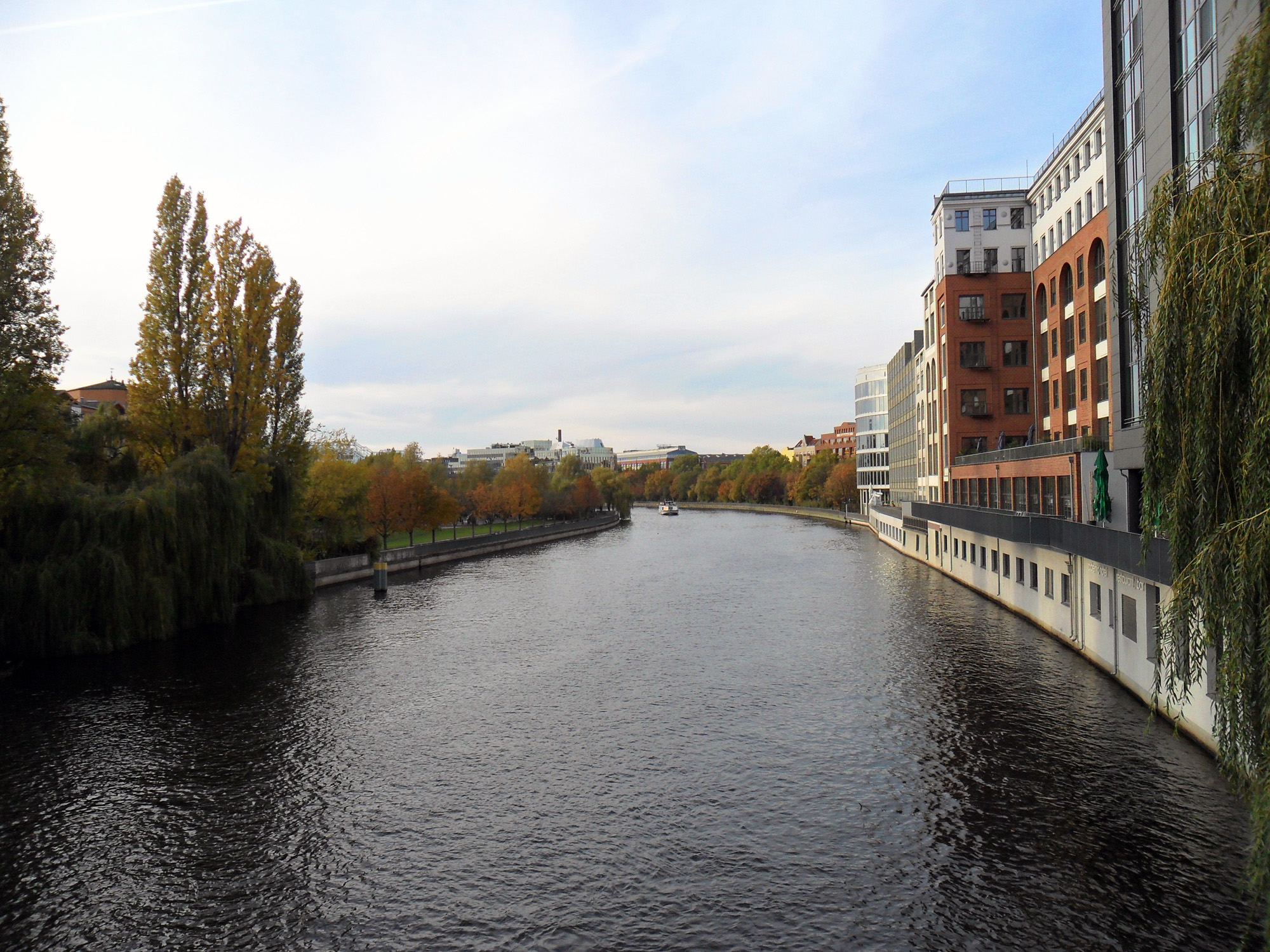
Blick von der Gotzkowskybrücke auf die Spree (rechts das Adrema-Hotel)

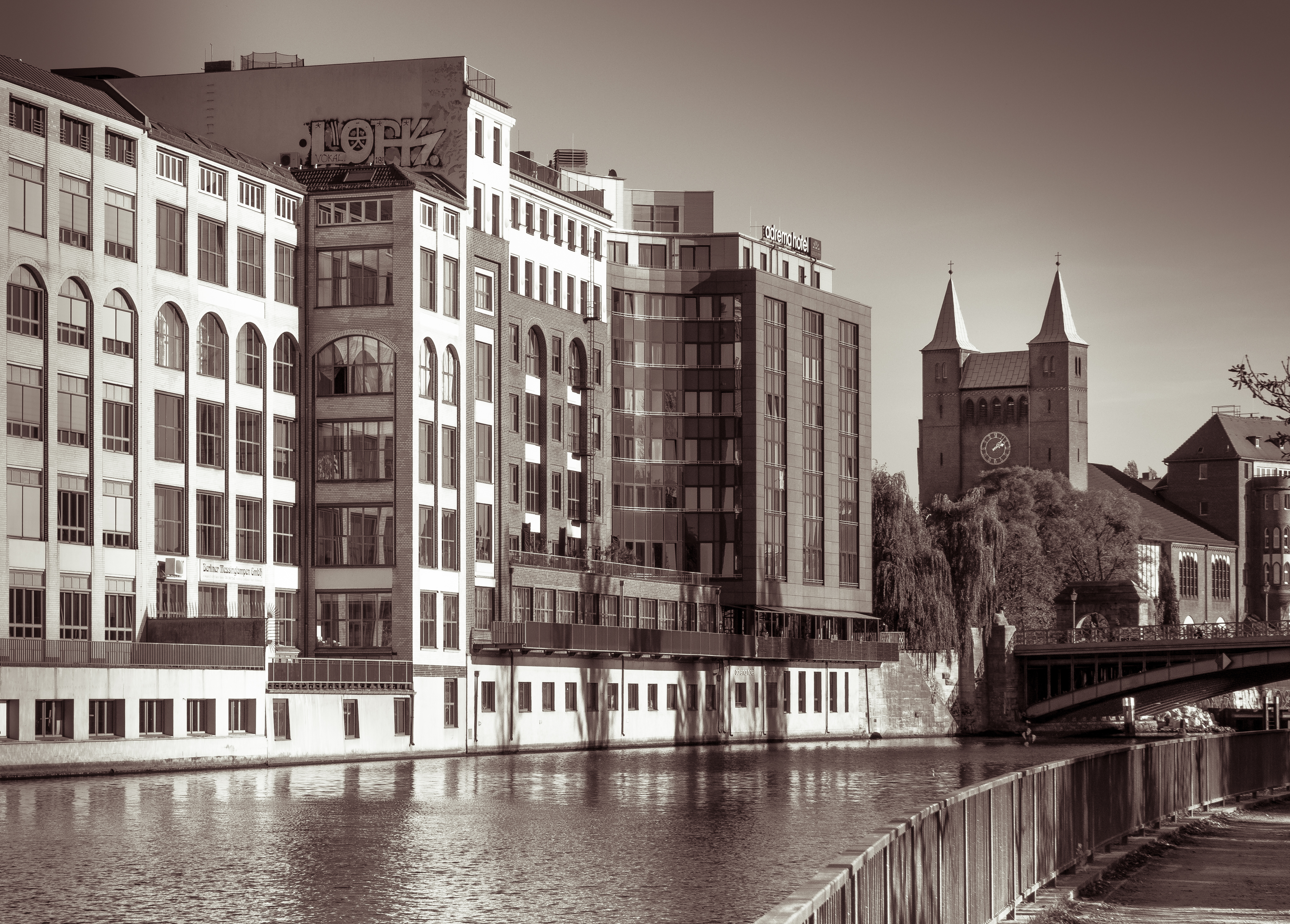
Blick auf die Gotzkowskybrücke von Norden (mit Adrema-Hotel und Erlöserkirche)

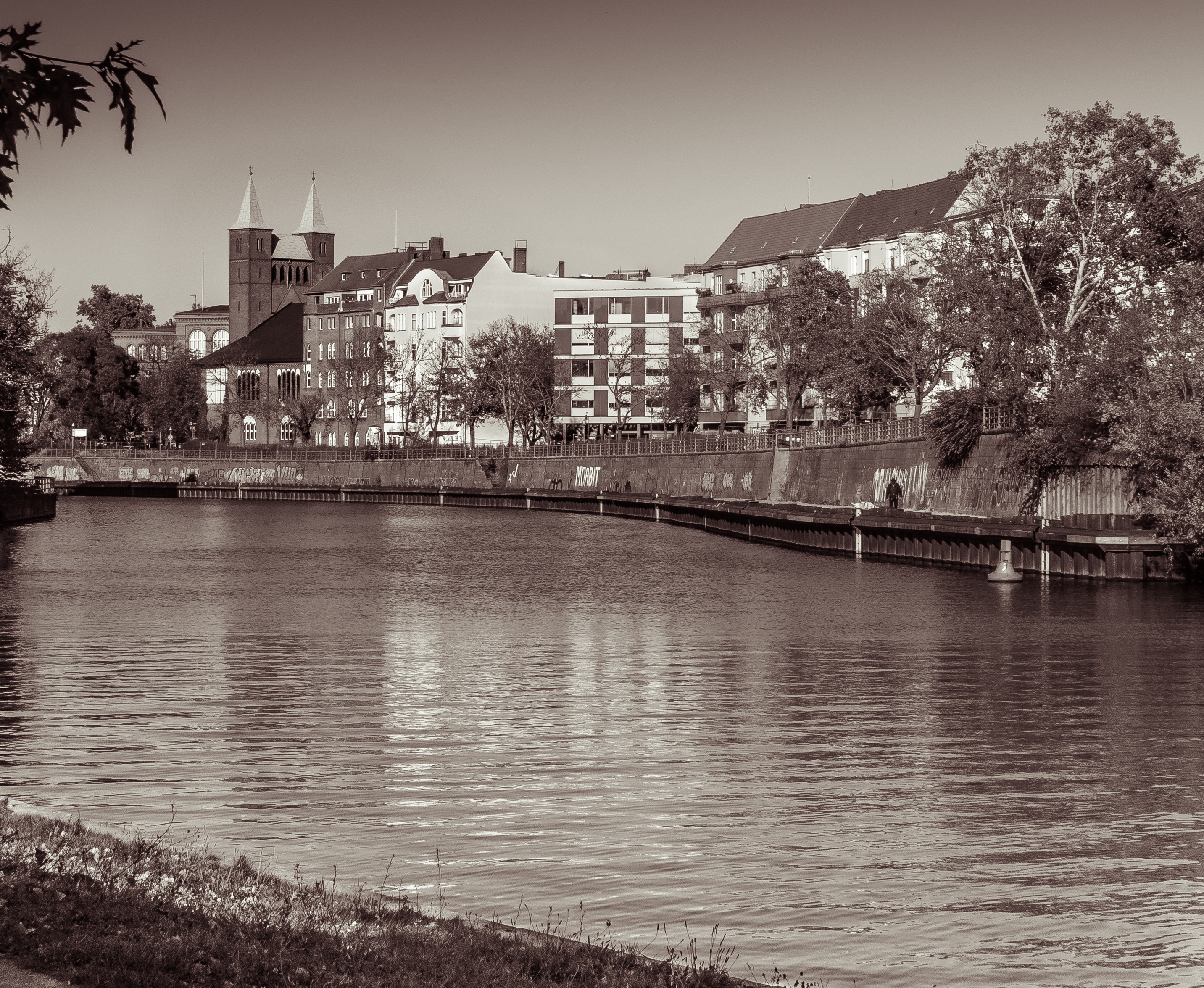
Blick in Richtung Gotzkowskybrücke von Süden (gegenüber Wikingerufer und Erlöserkirche)

Direkt an das nordwestliche Ende der Brücke schließt sich ein um das Jahr 2003 fertiggestellter Wohn- und Bürogebäudekomplex an, der zwischen der Spree und Alt-Moabit liegt. Es handelt sich um verschieden gestaltete moderne Bauwerke für Wohnzwecke und als Bürozentrum, das zur Wasserseite hin eine moderne Stahl-Glasfassade präsentiert. Die Anlage einer Marina ist geplant.
Das Backsteinbauwerk der Erlöserkirche und das Gemeindehaus aus den Jahren um 1912 von der Architektensozietät Dinklage, Paulus und Lilloe befinden sich am Wikingerufer.
Einige denkmalgeschützte Wohn- und Fabrikgebäude stehen in der Gotzkowskystraße: ein Gebäudezug von vier Mietshäusern (Hausnummern 14–17), erbaut 1895/1896 von den Architekten Hermann Genähr und  Friedrich Müller, ein Abwasserpumpwerk von 1887 bis 1890 (Hausnummer 22) und unter der gleichen Adresse der Industriepalast Spree aus den Jahren 1911/1912 von Wilhelm Peter sowie die Adrema-Maschinenbaugesellschaft von Paul Schwebes (1952/1953), das zu einem Hotel umfunktioniert wurde. Schließlich ist noch das denkmalgeschützte Backsteingebäude in der Helmholtzstraße 2–9 erwähnenswert, das 1898/1899 als Glühlampenfabrik errichtet wurde (Architekten Martin de la Sauce, Erweiterungsbauten Karl Janisch) und heute eine Filmschauspielschule beherbergt.